# Grafroof

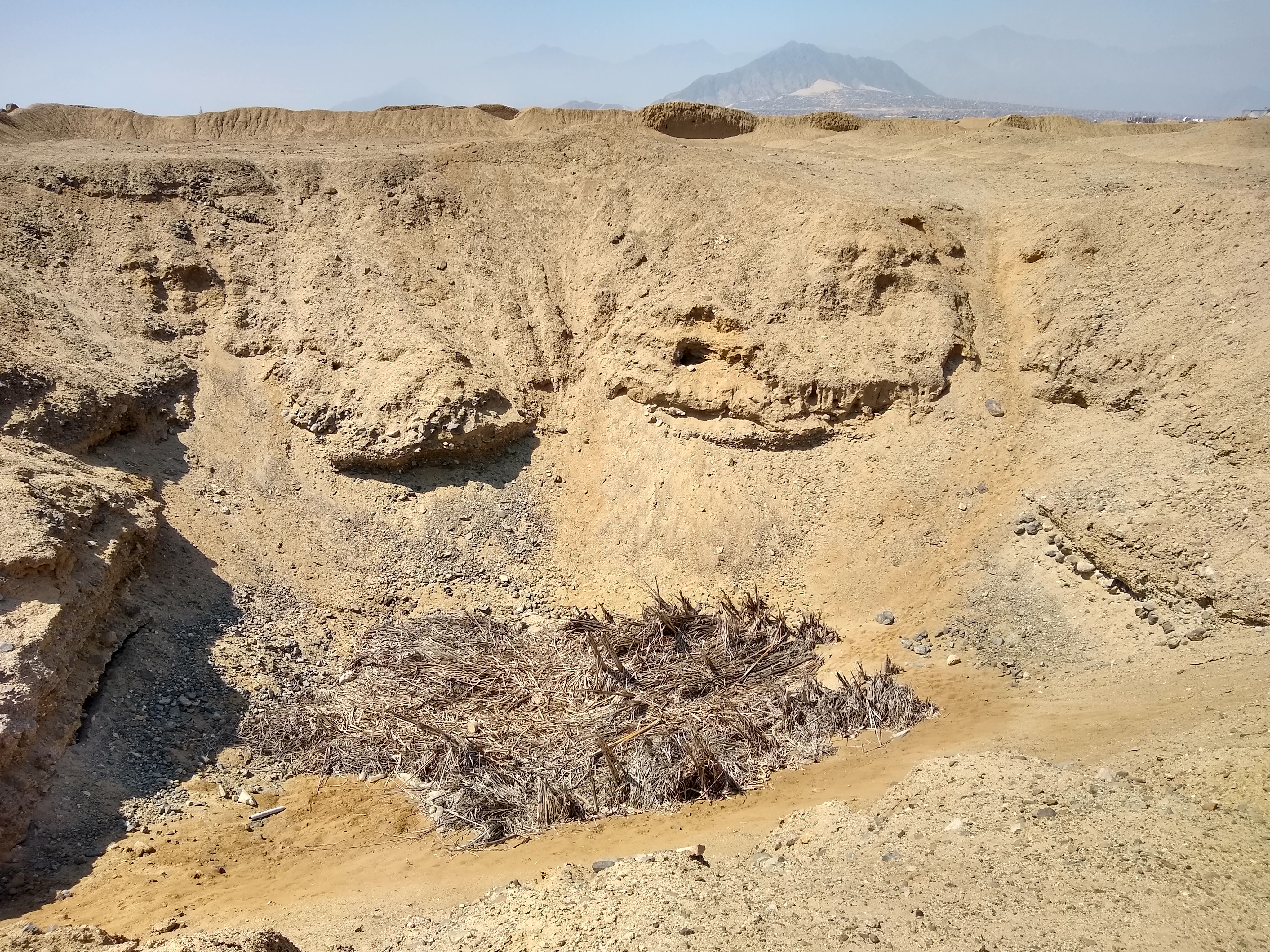
Gat gegraven door grafrovers

Grafroof is het binnengaan van een graf of tombe met als doel er artefacten (voor de handel in illegale antiquiteiten) of andere waardevolle voorwerpen te stelen of om het lichaam van een begravene te onteren door het lichaam te stelen of de persoonlijke bezittingen van de begravene. Een grafrover is een persoon die zich hieraan schuldig maakt.

## Algemeen
Grafroof is een groot probleem voor kunsthistorici en archeologen daar vele begraafplaatsen en tombes reeds werden leeggeroofd alvorens deze ze konden onderzoeken. Hierdoor kon het voorkomen dat men lang heeft aangenomen dat de Chinese jaden begrafeniskostuums een mythe waren, totdat in 1968 plotseling twee exemplaren werden ontdekt. Nu wordt daarom aangenomen dat veel van deze kostuums reeds lang tevoren zijn geroofd door grafdieven.

## Lijkroof
Een andere vorm van grafdiefstal is lijkroof, dat niet altijd voor geld, maar in de geschiedenis bijvoorbeeld ook vaak voor de medische wetenschap of de kunst is uitgevoerd, zoals door Michelangelo en Leonardo da Vinci. Ook Ed Gein deed aan lijkroof met als (voornaamste) doel de menselijke resten tot kleding en voorwerpen te bewerken.

## Metaalroof
In de moderne tijd met versierde grafstenen en praalgraven zien we diefstal op kleine, maar ook op grote schaal van metalen beelden en versieringen. Zo werden in 2024 de Belgische begraafplaatsen van Antwerpen, Berchem, Dendermonde, Mechelen en Sint-Niklaas beroofd van hun metalen versieringen, waaronder levensgrote en kleinere beelden, logo's en letterwerk. Voor de Antwerpse begraafplaats Schoonselhof was dit niet de eerste keer want ook in 2011 en 2015 gebeurde dit al.